# Saint-Blaise-la-Roche
Saint-Blaise-la-Roche är en kommun i departementet Bas-Rhin i regionen Grand Est (tidigare regionen Alsace) i nordöstra Frankrike. Kommunen ligger i kantonen Saales som tillhör arrondissementet Molsheim. År 2022 hade Saint-Blaise-la-Roche 243 invånare.

## Befolkningsutveckling
Antalet invånare i kommunen Saint-Blaise-la-Roche
| Referens: INSEE |